# Arrondissement de Quimperlé
L'arrondissement de Quimperlé est un ancien arrondissement du département du Finistère créé le 17 février 1800 et supprimé le 10 septembre 1926. Les cantons furent rattachés à l'arrondissement de Quimper.

## Composition
L'arrondissement comprenait 5 cantons : Arzano, Bannalec, Pont-Aven, Quimperlé et Scaër.

## Sous-préfets
| Période           | Période           | Identité                                                                         | Fonction précédente                                             | Observation                                                                |
| ----------------- | ----------------- | -------------------------------------------------------------------------------- | --------------------------------------------------------------- | -------------------------------------------------------------------------- |
| 7 août 1830       | 30 juillet 1832   | François Romieu                                                                  |                                                                 | Nommé sous-préfet de Louhans                                               |
|                   |                   |                                                                                  |                                                                 |                                                                            |
| 21 octobre 1836   | 2 novembre 1838   | Claude Green de Saint-Marsault (Claude-Joseph-Brandelys Green de Saint-Marsault) | Surnuméraire au ministère de l'intérieur                        | Nommé sous-préfet de Bar-sur-Seine                                         |
|                   |                   |                                                                                  |                                                                 |                                                                            |
| 23 novembre 1841  | 23 août 1842      | Eugène Lagarde                                                                   |                                                                 | Nommé sous-préfet de Brioude                                               |
|                   |                   |                                                                                  |                                                                 |                                                                            |
| 1er décembre 1851 | 9 mai 1852        | Jean Ségaud                                                                      |                                                                 | Nommé sous-préfet de Gex                                                   |
|                   |                   |                                                                                  |                                                                 |                                                                            |
| 3 novembre 1868   | 4 septembre 1870  | Laurent de la Rigaudie Saint-Sevrin                                              | Conseiller de préfecture d'Indre-et-Loire                       | Démissionne à la chute du Second Empire                                    |
|                   |                   |                                                                                  |                                                                 |                                                                            |
| 21 décembre 1870  | 29 mars 1871      | Charles de Marçay                                                                | Sous-préfet de Vendôme                                          | Secrétaire général de la préfecture de la Loire                            |
|                   |                   |                                                                                  |                                                                 |                                                                            |
| 24 mai 1877       | 31 mai 1877       | Armand Pigalle                                                                   | Conseiller de préfecture de la Corse                            | Nommé conseiller de préfecture de la Corse                                 |
|                   |                   |                                                                                  |                                                                 |                                                                            |
| 26 janvier 1878   | 25 mars 1879      | René Chauvin                                                                     |                                                                 | Nommé sous-préfet de Pontivy                                               |
| 25 mars 1879      | 17 novembre 1880  | Jean Mirande                                                                     |                                                                 | Nommé sous-préfet d'Albertville                                            |
| 17 novembre 1880  | 4 avril 1883      | Marcellin Pebernad de Langautier                                                 | Conseiller de préfecture du Finistère                           | Nommé sous-préfet de Lannion                                               |
| 4 avril 1883      | 14 novembre 1886  | Ludovic de Colleville                                                            | Employé à l'Administration centrale du ministère de l'Intérieur | Nommé secrétaire général de la préfecture des Basses-Alpes                 |
| 14 novembre 1886  | 24 mars 1888      | Edouard Briens                                                                   | Secrétaire général de la préfecture des Basses-Alpes            | Nommé secrétaire général de la préfecture de l'Allier                      |
| 24 mars 1888      | 22 décembre 1888  | Georges Sellier                                                                  | Chef du secrétariat particulier du préfet de police             | Nommé sous-préfet d'Arcis-sur-Aube                                         |
| 22 décembre 1888  | 8 juin 1891       | François Ramonet                                                                 | Conseiller de préfecture des Deux-Sèvres                        | Nommé sous-préfet de Valognes                                              |
| 8 juin 1891       | 25 juin 1896      | Louis La Rue                                                                     | Conseiller de préfecture de l'Eure                              | Nommé sous-préfet de Château-Gontier                                       |
| 25 juin 1896      | 30 décembre 1905  | Pierre Tavera                                                                    | Conseiller de préfecture de la Corse                            | Nommé sous-préfet de Châteaulin                                            |
| 30 décembre 1905  | 28 février 1909   | Ange Benedetti                                                                   | Sous-préfet de Gaillac                                          | Nommé sous-préfet de Mirande                                               |
| 28 février 1909   | 31 janvier 1914   | Raoul Calloc'h                                                                   | Sous-préfet de Barbezieux                                       | Remplacé et devient receveur particulier des Finances                      |
| 31 janvier 1914   | 5 décembre 1914   | Guy Lafarge                                                                      | Sous-préfet de Gaillac                                          | Mobilisé pour la guerre                                                    |
| 5 décembre 1914   | 15 avril 1919     | Fernand Gins                                                                     |                                                                 | Pour la durée de la guerre. Remplacé                                       |
| 15 avril 1919     | 14 novembre 1921  | Pierre Dunot                                                                     | Mobilisé                                                        | Nommé sous-préfet de Château-Gontier                                       |
| 14 novembre 1921  | 8 septembre 1924  | Jean Dauban                                                                      | Conseiller de préfecture du Finistère                           | Nommé sous-préfet de Châteaulin                                            |
| 8 septembre 1924  | 22 septembre 1926 | Louis Gaud                                                                       | Sous-préfet de Louviers                                         | Rattaché à la préfecture du Finistère à la fermeture de la sous-préfecture |